# Judge John Deed
Judge John Deed est une série télévisée britannique en 29 épisodes de 90 minutes, créée par G. F. Newman et diffusée entre le 9 janvier 2001 et le 18 janvier 2007 sur BBC One.
Cette série est inédite dans les pays francophones.

## Synopsis
Cette série met en scène Sir John Deed, un juge de la Haute Cour de justice d'Angleterre qui met un point d'honneur à rendre la justice à tout prix.

## Distribution
- Martin Shaw : Juge John Deed
- Jenny Seagrove : Jo Mills
- Barbara Thorn : Rita « Coop » Cooper

## Épisodes

### Première saison (2001)
1. Titre français inconnu (Exacting Justice)
2. Titre français inconnu (Rough Justice)
3. Titre français inconnu (Duty of Care)
4. Titre français inconnu (Appropriate Response)
5. Titre français inconnu (Hidden Agenda)

### Deuxième saison (2002)
1. Titre français inconnu (Political Expediency)
2. Titre français inconnu (Abuse of Power)
3. Titre français inconnu (Nobody's Fool)
4. Titre français inconnu (Everyone's Child)

### Troisième saison (2003-2004)
1. Titre français inconnu (Health Hazard)
2. Titre français inconnu (Judicial Review)
3. Titre français inconnu (Conspiracy)
4. Titre français inconnu (Economic Imperative)

### Quatrième saison (2005)
1. Titre français inconnu (Lost and Found)
2. Titre français inconnu (Above the Law)
3. Titre français inconnu (In Defence of Others)
4. Titre français inconnu (Defence of the Realm)
5. Titre français inconnu (Separation of Powers)
6. Titre français inconnu (Popular Appeal)

### Cinquième saison (2006)
1. Titre français inconnu (Hard-Gating)
2. Titre français inconnu (My Daughter, Right or Wrong)
3. Titre français inconnu (Lost Youth)
4. Titre français inconnu (Silent Killer)
5. Titre français inconnu (One Angry Man)
6. Titre français inconnu (Heart of Darkness)

### Sixième saison (2007)
1. Titre français inconnu (War Crimes [1/2])
2. Titre français inconnu (War Crimes [2/2])
3. Titre français inconnu (Evidence Of Harm [1/2])
4. Titre français inconnu (Evidence Of Harm [2/2])